# Luke Schenn
Pour les articles homonymes, voir Scheen.
Luke Schenn (né le 2 novembre 1989 à Saskatoon, Saskatchewan au Canada) est un joueur professionnel canadien de hockey sur glace.

## Biographie

### Carrière junior
Choix de 1er tour des Maple Leafs de Toronto lors du repêchage de 2008, il a débuté en junior avec les Rockets de Kelowna de la Ligue de hockey de l'Ouest. Il participe avec l'équipe LHOu au Défi ADT Canada-Russie en 2007. Après avoir aidé les Contacts de Saskatoon à remporter le titre canadien des équipes midget AAA, Schenn assista à la finale des séries éliminatoires de la ligue junior de l'ouest. Il regarda les Rockets, équipe qui l'avait repêché, mais également la façon dont Shea Weber jouait. Puis, alors âgé de 15 ans, Schenn a accompagné l'équipe à London, là où le tournoi de la Coupe Memorial prenait place.

### Carrière professionnelle
Il fait ses débuts dans la Ligue nationale de hockey avec les Maple Leafs de Toronto le 9 octobre 2008 dans une victoire 3-2 contre les Red Wings de Détroit. Il enregistre 1 tir et trois mise en échec lors du match. Schenn enregistre son premier point en carrière lors de son 10e match, le 29 octobre une aide, sur un but de Matt Stajan, dans une victoire 6-5 en tirs de barrages contre les Devils du New Jersey. Il marque son premier but le 7 février 2009 dans une victoire de 5-2 contre les Canadiens de Montréal. Schenn termine sa saison recrue avec 2 buts, 14 aides et 71 minutes de punitions en 70 parties. Les Maple Leafs terminent au 5e rang de la division Nord-Est et ne parviennent pas à se qualifier pour les séries éliminatoires pour une 4e saison consécutive.
Le 23 juin 2012, il est échangé aux Flyers de Philadelphie en retour de James Van Riemsdyk.
Le 6 janvier 2016, il est échangé aux Kings de Los Angeles en compagnie de Vincent Lecavalier.
Il signe un contrat de deux ans, total de 2,5 M $ avec les Coyotes de l'Arizona, le 23 juillet 2016.
En juillet 2018, Schenn devient agent libre et signe un contrat d'un an avec les Ducks d'Anaheim.
Le 17 janvier 2019, il est échangé aux Canucks de Vancouver en compagnie d'un choix de 7e ronde en 2020 contre Michael Del Zotto.
Il remporte la Coupe Stanley 2020 avec le Lightning de Tampa Bay, un an après son frère Brayden Schenn avec les Blues de Saint-Louis. Il récidive avec Tampa Bay en 2021.

### Carrière internationale
Luke Schenn a représenté le Canada lors de la Super Série 2007 qui opposait le Canada à la Russie. En huit matchs, il n'a toutefois pas fait de point. Ensuite, il a participé au Championnat du monde de hockey junior. Il a aidé le Canada à rafler l'or en obtenant le meilleur différentiel de l'équipe, soit + 5. Plus tard, dans la même année, Schenn a aussi gagné l'or au Championnat du monde des moins de 18 ans.

### Vie privée
Ses parents sont Jeff et Rita Schenn. Son frère, Brayden Schenn, a été sélectionné au 5e rang global par les Kings de Los Angeles et il évolue maintenant pour les Blues de Saint-Louis. Luke a aussi deux petites sœurs; Madison et Macy.

## Style de jeu
Schenn est un défenseur défensif qui joue un jeu physique pour empêcher ses adversaires de marquer. Depuis sa saison recrue, il a souvent été un des meneurs au chapitre des mise en échec de la LNH. Il croit qu'il joue à son meilleur lorsqu'il joue un jeu physique, tout en jouant intelligemment, « You just want to be physical and play with a bit of an edge, but you don't want to put your team down short-handed » dit-il. En grandissant, il façonne son style de jeu comme celui des défenseurs Chris Pronger et Rob Blake.

## Statistiques

### En club
| Saison     | Équipe                 | Ligue      |     | Saison régulière | Saison régulière | Saison régulière | Saison régulière | Saison régulière |   | Séries éliminatoires | Séries éliminatoires | Séries éliminatoires | Séries éliminatoires | Séries éliminatoires |
| Saison     | Équipe                 | Ligue      | PJ  | B                | A                | Pts              | Pun              | PJ               | B | A                    | Pts                  | Pun                  |                      |                      |
| 2005-2006  | Rockets de Kelowna     | LHOu       | 60  | 3                | 8                | 11               | 86               | 12               | 0 | 0                    | 0                    | 14                   |                      |                      |
| 2006-2007  | Rockets de Kelowna     | LHOu       | 72  | 2                | 27               | 29               | 139              | -                | - | -                    | -                    | -                    |                      |                      |
| 2007-2008  | Rockets de Kelowna     | LHOu       | 57  | 7                | 21               | 28               | 100              | 7                | 2 | 2                    | 4                    | 6                    |                      |                      |
| 2008-2009  | Maple Leafs de Toronto | LNH        | 70  | 2                | 12               | 14               | 71               | -                | - | -                    | -                    | -                    |                      |                      |
| 2009-2010  | Maple Leafs de Toronto | LNH        | 79  | 5                | 12               | 17               | 50               | -                | - | -                    | -                    | -                    |                      |                      |
| 2010-2011  | Maple Leafs de Toronto | LNH        | 82  | 5                | 17               | 22               | 34               | -                | - | -                    | -                    | -                    |                      |                      |
| 2011-2012  | Maple Leafs de Toronto | LNH        | 79  | 2                | 20               | 22               | 62               | -                | - | -                    | -                    | -                    |                      |                      |
| 2012-2013  | Flyers de Philadelphie | LNH        | 47  | 3                | 8                | 11               | 34               | -                | - | -                    | -                    | -                    |                      |                      |
| 2013-2014  | Flyers de Philadelphie | LNH        | 79  | 4                | 8                | 12               | 58               | 7                | 1 | 0                    | 1                    | 0                    |                      |                      |
| 2014-2015  | Flyers de Philadelphie | LNH        | 58  | 3                | 11               | 14               | 18               | -                | - | -                    | -                    | -                    |                      |                      |
| 2015-2016  | Flyers de Philadelphie | LNH        | 29  | 2                | 3                | 5                | 30               | -                | - | -                    | -                    | -                    |                      |                      |
| 2015-2016  | Kings de Los Angeles   | LNH        | 43  | 2                | 9                | 11               | 52               | 5                | 1 | 1                    | 2                    | 6                    |                      |                      |
| 2016-2017  | Coyotes de l'Arizona   | LNH        | 78  | 1                | 7                | 8                | 85               | -                | - | -                    | -                    | -                    |                      |                      |
| 2017-2018  | Coyotes de l'Arizona   | LNH        | 64  | 1                | 6                | 7                | 35               | -                | - | -                    | -                    | -                    |                      |                      |
| 2018-2019  | Ducks d'Anaheim        | LNH        | 8   | 0                | 0                | 0                | 0                | -                | - | -                    | -                    | -                    |                      |                      |
| 2018-2019  | Gulls de San Diego     | LAH        | 22  | 2                | 8                | 10               | 9                | -                | - | -                    | -                    | -                    |                      |                      |
| 2018-2019  | Canucks de Vancouver   | LNH        | 18  | 0                | 2                | 2                | 9                | -                | - | -                    | -                    | -                    |                      |                      |
| 2018-2019  | Comets d'Utica         | LAH        | 7   | 1                | 4                | 5                | 4                | -                | - | -                    | -                    | -                    |                      |                      |
| 2019-2020  | Lightning de Tampa Bay | LNH        | 25  | 1                | 2                | 3                | 23               | 11               | 0 | 2                    | 2                    | 7                    |                      |                      |
| 2019-2020  | Crunch de Syracuse     | LAH        | 6   | 0                | 6                | 6                | 2                | -                | - | -                    | -                    | -                    |                      |                      |
| 2020-2021  | Lightning de Tampa Bay | LNH        | 38  | 2                | 2                | 4                | 51               | 8                | 1 | 0                    | 1                    | 9                    |                      |                      |
| 2021-2022  | Canucks de Vancouver   | LNH        | 66  | 5                | 12               | 17               | 61               | -                | - | -                    | -                    | -                    |                      |                      |
| 2022-2023  | Canucks de Vancouver   | LNH        | 55  | 3                | 18               | 21               | 71               | -                | - | -                    | -                    | -                    |                      |                      |
| 2022-2023  | Maple Leafs de Toronto | LNH        | 15  | 1                | 0                | 1                | 13               | 11               | 0 | 1                    | 1                    | 11                   |                      |                      |
| 2023-2024  | Predators de Nashville | LNH        | 63  | 1                | 6                | 7                | 43               | 5                | 0 | 0                    | 0                    | 0                    |                      |                      |
| Totaux LNH | Totaux LNH             | Totaux LNH | 996 | 43               | 155              | 198              | 807              | 47               | 3 | 4                    | 7                    | 33                   |                      |                      |

### En équipe nationale
| Année | Équipe     | Compétition                  |   | PJ | B | A | Pts | Pun | +/-               |  | Résultat |
| 2007  | Canada U20 | Super Série                  | 8 | 0  | 0 | 0 | 24  |     | Vainqueur         |  |          |
| 2007  | Canada U18 | Championnat du monde -18 ans | 6 | 3  | 0 | 3 | 4   | +9  | 4e place          |  |          |
| 2008  | Canada U20 | Championnat du monde junior  | 5 | 0  | 0 | 0 | 4   |     | Médaille d'or     |  |          |
| 2009  | Canada     | Championnat du monde         | 9 | 0  | 3 | 3 | 12  | +5  | Médaille d'argent |  |          |
| 2011  | Canada     | Championnat du monde         | 7 | 0  | 1 | 1 | 0   | +2  | 5e place          |  |          |
| 2012  | Canada     | Championnat du monde         | 8 | 0  | 1 | 1 | 25  | +3  | 5e place          |  |          |
| 2013  | Canada     | Championnat du monde         | 7 | 1  | 1 | 2 | 27  | +4  | 5e place          |  |          |

## Trophées et honneurs personnels

### Ligue nationale de hockey
- 2008-2009 : sélectionné dans l'équipe d'étoiles des recrues
- 2019-2020 : vainqueur de la Coupe Stanley avec le Lightning de Tampa Bay (1)
- 2020-2021 : vainqueur de la Coupe Stanley avec le Lightning de Tampa Bay (2)